# Pautàlia
Pautàlia (en llatí Pautalia, en grec antic Παυταλία) era una ciutat del districte de Dentèlica (Denthelia) a Tràcia. Era propera al naixement del riu Estrímon. Els seus habitants es consideraven peons.
Sota Hadrià la ciutat es va dir Úlpia Pautàlia (el mateix va fer Sàrdica, que s'anomenava Úlpia Sàrdica). Degut a això es pensa que podria ser la mateixa ciutat anomenada Ulpiana que segons Procopi, Justinià I va reconstruir i rebatejar amb el nom de Justiniana Secunda, però a això no està confirmat, perquè tant Procopi com el geògraf Hièrocles parlen de Pautàlia i Ulpiana com a llocs diferents.
Segons la seva situació a la Taula de Peutinger, correspondria a la moderna Khustendil, nom potser derivat de Justiniana.